# ソトロビマブ
ソトロビマブ（Sotrovimab）は、SARS-CoV-2と呼ばれる重症急性呼吸器症候群コロナウイルス2に対する活性を有する二重作用中和ヒトモノクローナル抗体医薬品である。ソトロビマブは、SARS-CoV-2のスパイクタンパク質に結合するように設計されている。日本では2021年9月に特例承認された。

## 効能・効果
SARS-CoV-2による感染症

## 副作用
重大な副作用として、下記の2つが知られている。
- アナフィラキシーを含む重篤な過敏症
- 注入時反応（発熱、呼吸困難、酸素飽和度低下、悪寒、嘔気、不整脈、胸痛、胸部不快感、脱力感、精神状態変化、頭痛、気管支痙攣、低血圧、高血圧、咽頭炎、蕁麻疹、掻痒、筋痛、眩暈等）

## 由来・作用機序
ソトロビマブは、2003年に重症急性呼吸器症候群（Severe Acute Respiratory Syndrome；SARS）より回復した患者から採取した記憶B細胞から初めて単離された親抗体（S309）に由来する。S309抗体は、SARS-Cov-2の宿主細胞への侵入を促進するスパイク(S)糖タンパク質を標的とした中和抗体である。電子顕微鏡および結合アッセイを用いて、S309は、SARS関連コロナウイルス内で高度に保存されているN343糖鎖を含む抗原決定部位（エピトープ）を、アンジオテンシン変換酵素2（ACE2）の結合と競合しない領域で認識する事が示された。このエピトープは、現在懸念されているSARS-CoV-2の亜種で観察された変異とは重ならず、ソトロビマブは、南アフリカで最初に確認されたβ変異株（B.1.351または501Y.V2として知られる）を含むSARS-CoV-2の亜種にin vitroで結合する事が、査読前論文で示されている。
ソトロビマブは、新生児型Fc受容体への結合を強化するFc LS変異（M428L/N434S）を有するように設計されており、半減期が延長され、肺への薬物分布濃度が増加すると思われる。
ソトロビマブは、in vitroにおいて、抗体依存性細胞傷害（ADCC）および抗体依存性細胞貪食（ADCP）の2つの抗ウイルス機構による活性を示す。

## 臨床試験
ソトロビマブは以下の臨床試験で評価されている。
- 臨床試験番号 NCT04545060 研究名 "COMET-ICE" - ClinicalTrials.gov
- 臨床試験番号 NCT04779879 研究名 "COMET-PEAK" - ClinicalTrials.gov
- 臨床試験番号 NCT04501978 研究名 "ACTIV-3-TICO" - ClinicalTrials.gov
- 臨床試験番号 NCT04634409 研究名 "BLAZE-4" - ClinicalTrials.gov

ソトロビマブでは第I相試験は実施されていない。

### 有効性
主要な臨床試験であるCOMET-ICE試験は、進行中の無作為化二重盲検偽薬対照試験であり、COVID-19（5日以内の軽度の初期症状）が確認された、疾患進行のリスクがある成人を対象に、ソトロビマブの安全性と有効性を評価している。
本試験の予定された中間解析では、ソトロビマブはプラセボと比較して、24時間以上の入院または死亡のリスクを85%減少させることが報告された。全体では、ソトロビマブを投与された患者の1%が死亡または24時間以上の入院を必要としたのに対し、偽薬を投与された患者の7%が死亡または24時間以上の入院を必要とした。本試験は継続中であり、結果はまだ査読付きの出版物には掲載されていない。

## 承認
2021年5月21日、欧州医薬品庁（EMA）の医薬品委員会（CHMP）は、COVID-19の治療におけるソトロビマブの使用に関する審査を完了した。その結果、ソトロビマブは、補助酸素を必要とせず、重度のCOVID-19に進行する危険性のある成人および青年（12歳以上、体重40kg以上）の確定COVID-19の治療に使用出来ると結論付けられた。ソトロビマブの逐次審査は今後も継続され、最終的には本薬のEUでの販売承認申請の基礎とされる。
2021年5月26日、米国食品医薬品局(FDA)は、SARS-CoV-2ウイルスの直接検査の結果が陽性で、入院や死亡を含む重度のCOVID-19に進行するリスクが高い体重40kg以上の12歳以上の患者の、軽度から中等度のCOVID-19の治療を目的として、ソトロビマブの緊急使用許可（EUA）を発行した。
2021年8月、オーストラリアでCOVID-19の治療薬として暫定的に承認された。
2021年9月6日、上述の海外臨床試験を基に日本で承認申請され、9月27日に特例承認された。

## 参考資料
1. 1 2  “Xevudy”. Therapeutic Goods Administration (TGA) (2021年8月20日). 2021年9月17日閲覧。
2. 1 2  "TGA provisionally approves GlaxoSmithKline's COVID-19 treatment: sotrovimab (Xevudy)". Therapeutic Goods Administration (TGA) (Press release). 20 August 2021. 2021年9月4日閲覧。
3. ↑  “COVID-19 treatment: GlaxoSmithKline Australia Pty Ltd, sotrovimab (Xevudy)”. Therapeutic Goods Administration (TGA) (2021年8月20日). 2021年10月22日閲覧。
4. ↑  “Sotrovimab injection, solution, concentrate”. DailyMed. 2021年6月15日閲覧。
5. 1 2  "EMA starts rolling review of sotrovimab (VIR-7831) for COVID-19". European Medicines Agency (EMA) (Press release). 7 May 2021. 2021年5月21日閲覧。 Text was copied from this source which is © European Medicines Agency. Reproduction is authorized provided the source is acknowledged.
6. 1 2  "EMA issues advice on use of sotrovimab (VIR-7831) for treating COVID-19". European Medicines Agency (EMA) (Press release). 21 May 2021. 2021年5月21日閲覧。 Text was copied from this source which is © European Medicines Agency. Reproduction is authorized provided the source is acknowledged.
7. ↑  "EMA starts review of VIR-7831 for treating patients with COVID-19". European Medicines Agency (EMA) (Press release). 15 April 2021. 2021年5月21日閲覧。
8. 1 2  “モノクローナル抗体「ゼビュディ点滴静注液 500mg」（一般名：ソトロビマブ）、新型コロナウイルス感染症（COVID-19）に対する治療薬として製造販売承認を取得 | GSK グラクソ･スミスクライン株式会社” (英語). jp.gsk.com. 2021年11月1日閲覧。
9. 1 2  “ゼビュディ点滴静注液500mg 添付文書”. www.info.pmda.go.jp. 2021年11月1日閲覧。
10. ↑  Ledford H (March 2021). “COVID antibody treatments show promise for preventing severe disease”. Nature 591 (7851):  513-514. Bibcode: 2021Natur.591..513L. doi:10.1038/d41586-021-00650-7. PMID 33712752.
11. 1 2 3  Cathcart AL, Havenar-Daughton C, Lempp FA, Ma D, Schmid M, Agostini ML, Guarino B, Rosen L, Tucker H, Dillen J, Subramanian S (2021). “The dual function monoclonal antibodies VIR-7831 and VIR-7832 demonstrate potent in vitro and 3 in vivo activity against SARS-CoV-2”. bioRxiv:  Preprint. doi:10.1101/2021.03.09.434607.
12. 1 2  Pinto D, Park YJ, Beltramello M, Walls AC, Tortorici MA, Bianchi S, Jaconi S, Culap K, Zatta F, De Marco A, Peter A, Guarino B, Spreafico R, Cameroni E, Case JB, Chen RE, Havenar-Daughton C, Snell G, Telenti A, Virgin HW, Lanzavecchia A, Diamond MS, Fink K, Veesler D, Corti D (July 2020). “Cross-neutralization of SARS-CoV-2 by a human monoclonal SARS-CoV antibody”. Nature 583 (7815):  290-295. Bibcode: 2020Natur.583..290P. doi:10.1038/s41586-020-2349-y. PMID 32422645.
13. ↑  Saunders KO (2019). “Conceptual Approaches to Modulating Antibody Effector Functions and Circulation Half-Life” (English). Frontiers in Immunology 10:  1296. doi:10.3389/fimmu.2019.01296. PMC 6568213. PMID 31231397.
14. 1 2 3 4  “Assessment Report: Use of sotrovimab for the treatment of COVID-19”. European Medicines Agency (2021年5月). 2021年11月1日閲覧。
15. 1 2  “EMA issues advice on use of sotrovimab (VIR-7831) for treating COVID-19”. European Medicines Agency (2021年5月). 2021年11月1日閲覧。
16. ↑  "Coronavirus (COVID-19) Update: FDA Authorizes Additional Monoclonal Antibody for Treatment of COVID-19". U.S. Food and Drug Administration (FDA) (Press release). 26 May 2021. 2021年5月26日閲覧。  この記述には、アメリカ合衆国内でパブリックドメインとなっている記述を含む。
17. ↑  “Emergency Use Authorization 100: Sotrovimab”. U.S. Food and Drug Administration (FDA) (2021年5月28日). 2021年11月1日閲覧。
18. ↑  “Fact Sheet for Healthcare Providers Emergency Use Authorization (Eua) of Sotrovimab”. U.S. Food and Drug Administration (FDA) (2021年). 2021年11月1日閲覧。
19. ↑  “Frequently Asked Questions on the Emergency Use Authorization of Sotrovimab”. U.S. Food and Drug Administration (FDA) (2021年5月26日). 2021年11月1日閲覧。
20. ↑  “新型コロナウイルス感染症（COVID-19）に対する治療薬としてモノクローナル抗体ソトロビマブの製造販売承認を申請 | GSK グラクソ･スミスクライン株式会社” (英語). jp.gsk.com. 2021年11月1日閲覧。